# Ulf-Volker Probst
Ulf-Volker Probst (* 3. Oktober 1964) ist ein ehemaliger deutscher Fußballspieler. Für den FC Carl Zeiss Jena und den 1. FC Union Berlin spielte er in der DDR-Oberliga, der höchsten ostdeutschen Spielklasse, sowie für Eintracht Braunschweig und den VfL Wolfsburg in der 2. Bundesliga.

## Fußball-Laufbahn

### FC Carl Zeiss Jena
Ulf-Volker Probst entstammt einer Meuselbacher Familie, deren sieben Brüder sich dem Fußballspielen verschrieben hatten. Sein Bruder Ralph Probst bestritt über 300 Spiele in der DDR-Eliteliga. Ulf-Volker begann zunächst bei der heimatlichen Betriebssportgemeinschaft (BSG) Chemie Meuselbach, spielte im Juniorenalter bei der BSG NARVA Oberweisbach und wurde von dort 1981 zum thüringischen Spitzenclub FC Carl Zeiss Jena delegiert. Dort wurde er weiter im Nachwuchsbereich eingesetzt und erkämpfte 1984 mit der 2. Mannschaft des FC Carl Zeiss den Aufstieg in die zweitklassige DDR-Liga.
Für die Saison 1984/85 wurde der 19-jährige Probst, der zu dieser Zeit noch eine Lehre zum Feinmechaniker absolvierte, erstmals für die Oberligamannschaft nominiert. Trainer Dietmar Pfeifer setzte den 1,74 Meter großen Stürmer von Beginn an in der Oberliga ein, zunächst als Einwechselspieler, später als Mittelstürmer oder Linksaußen auch in der Startelf. In seiner ersten Oberligasaison kam Probst bereits auf 24 Punktspiele bei 26 ausgetragenen Partien. Dieser verheißungsvolle Start fand jedoch keine Fortsetzung. 1985/86 wurde Probst nur in acht Oberligaspielen als Einwechselspieler eingesetzt, und in der Hinrunde der Spielzeit 1986/87 wurde er lediglich zwischen dem 6. und 12. Spieltag fünfmal aufgeboten, nur zweimal in der Startelf. Nach drei Jahren schied er mit nur 37 Oberligaspielen mit drei Toren und vier Pokaleinsätzen ohne Torerfolg Ende 1986 beim FC Carl Zeiss Jena aus.

### 1. FC Union Berlin

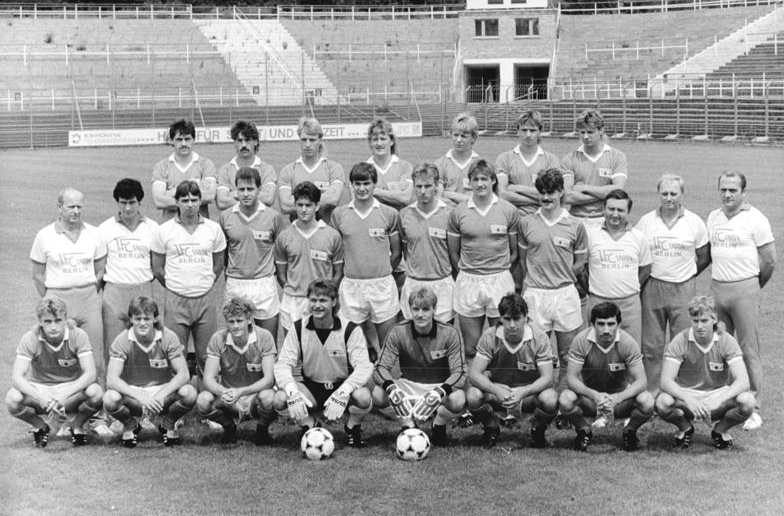
Probst (vordere Reihe, Zweiter von links) auf dem Mannschaftsbild von Union Berlin 1988/89

Mit Beginn der Rückrunde der Spielzeit 1986/87 spielte Ulf-Volker Probst für den Oberligisten 1. FC Union Berlin, wo bereits seit 1985 Bruder Ralph aktiv war. Doch auch in Berlin kam Ulf-Volker Probst nicht über die Rolle des Ersatzspielers hinaus. Während er von den 13 Punktspielen bis zum Saisonende im Sommer 1987 nur in drei Begegnungen in der Anfangself stand und weitere sechs Spiele als Einwechsler absolvierte, spielte er 1987/88 zwölfmal in der Oberliga, hauptsächlich als Verteidiger. Bei seinen zwölf Oberligaeinsätzen 1988/89 wurde er nur in fünf Spielen von Beginn an eingesetzt, diesmal im Mittelfeld. Am Ende dieser Saison stieg der 1. FC Union aus der Oberliga ab, und nach seinen 33 Oberligaspielen mit drei Toren sowie sieben Pokaleinsätzen mit ebenfalls drei Treffern beendete Probst seine Laufbahn bei Union.

### 2. Bundesliga
Er schloss sich im Sommer 1989 dem DDR-Ligisten BSG Rotation Berlin an, wo er bis zum 7. Spieltag der DDR-Liga-Saison 1989/90 alle Begegnungen als Mittelfeldspieler bestritt. Am 3. Oktober 1989 flüchtete er wie schon zuvor sein Bruder Ralph über Ungarn aus der DDR. Er schloss einen Vertrag beim Zweitligisten Eintracht Braunschweig ab und bestritt am 2. Dezember 1989 bei der Begegnung Eintracht Braunschweig – Schalke 04 (2:2) als rechter Stürmer sein erstes Spiel in der 2. Bundesliga. In der 75. Minute erzielte er auch gleich sein erstes Tor für Braunschweig mit dem zwischenzeitlichen 2:1-Führungstreffer. Probst eroberte sich sofort einen Stammplatz in der Mannschaft, den er als Stürmer und ab 1992 als Verteidiger bis zum Vertragsende im Sommer 1994 verteidigen konnte. Bis zum Abstieg der Eintracht 1993 bestritt er 120 der 134 während seiner Vertragszeit ausgetragenen Zweitligaspiele und erzielte dabei 13 Tore. 1993/94 spielte Probst für Eintracht Braunschweig in der Nordstaffel der drittklassigen Amateur-Oberliga.
Nachdem Braunschweig die sofortige Rückkehr in die 2. Bundesliga verpasst hatte, wechselte Probst zu Beginn der Saison 1994/95 zum VfL Wolfsburg zurück in die 2. Bundesliga. Auch dort wurde er von Beginn an wieder als Stammspieler in der Abwehr eingesetzt und versäumte in seiner ersten Wolfsburger Saison lediglich ein Punktspiel. In den beiden folgenden Spielzeiten musste der über 30-Jährige seinem Alter Tribut zollen und kam in den 68 Punktspielen nur noch 37 Mal zum Einsatz.

## Weiterer Werdegang
Nach Ende der Spielzeit 1996/97 wechselte er nach Österreich. Beim FC Kufstein spielte Probst 1997/98 in der 2. Division der Bundesliga. Als Spielertrainer blieb er beim thüringischen Bezirksligisten SV Wacker Steinheid nach seiner Rückkehr nach Deutschland noch bis 2003 aktiv. Anschließend wurde er Trainer beim VfL Saalfeld in der Landesklasse Thüringen. Derzeit ist er Trainer des SG Lauscha/Neuhaus.